# Mauro Racca
Maurizio Albino Carlo „Mauro” Racca (ur. 3 kwietnia 1912 w Turynie, zm. 27 kwietnia 1977 w Padwie) – włoski szablista, dwukrotny wicemistrz olimpijski i wielokrotny medalista mistrzostw świata.
Na igrzyskach olimpijskich w Londynie w 1948 roku Vincenzo Pinton, Gastone Darè, Carlo Turcato, Mauro Racca, Aldo Montano i Renzo Nostini wywalczyli drużynowo srebrny medal. Na rozgrywanych cztery lata później igrzyskach olimpijskich w Helsinkach wspólnie z Vincenzo Pintonem, Renzo Nostinim, Gastone Darè, Roberto Ferrarim i Giorgio Pellinim zdobył kolejne srebro w szabli drużynowej. W obu przypadkach w zawodach indywidualnych nie startował.
Podczas mistrzostw świata w Pieszczanach w 1938 roku razem z Giulio Gaudinim, Gustavo Marzim, Aldo Masciottą, Aldo Montano i Giuseppe Perenno wywalczył złoty medal w szabli drużynowej. W tej samej konkurencji zdobywał następnie złote medale na mistrzostwach świata w Lizbonie (1947), mistrzostwach świata w Kairze (1949) i mistrzostwach świata w Monte Carlo (1950) oraz srebrne na mistrzostwach świata w Sztokholmie (1951) i mistrzostwach świata w Brukseli (1953).
Zdobył złoto drużynowo i srebro indywidualnie podczas Igrzysk Śródziemnomorskich 1951.